# Bohusze (sielsowiet Horodyszcze)
Bohusze (biał. Багушы; ros. Богуши) – wieś na Białorusi, w obwodzie brzeskim, w rejonie baranowickim, w sielsowiecie Horodyszcze.
W dwudziestoleciu międzywojennym wieś leżała w Polsce, w województwie nowogródzkim, w powiecie baranowickim.